# Bulbophyllum echinolabium
Bulbophyllum echinolabium  J.J.Sm., 1934 è una pianta della famiglia dell Orchidacee, endemica di Sulawesi.

## Descrizione
È un'orchidea di medie dimensioni con crescita epifita. B. echinolabium presenta un rizoma dal quale, ogni 2 o 3 centimetri si dipartono pseudobulbi di forma ovoidale, senza angoli, portanti al loro apice un'unica foglia picciolata, di forma da ellittica ad ovata, arrotondata all'apice.
La fioritura avviene in primavera fino all'estate, mediante infiorescenze basali, derivanti da pseudobulbi maturi, lunghe fino a 70 centimetri, portanti un singolo fiore. Questo è estremamente vistoso e grande, arrivando a misurare anche 40 centimetri, di colore giallo-verde recante righe rosse e di forma particolare: i sepali sono di lanceolati e veramente lunghi, in particolare quelli laterali che sono anche dotati di lunghe appendici, i petali sono decisamente più corti e sottili, il labello trilobato presenta il lobo centrale curiosamente allungato a formare una protuberanza

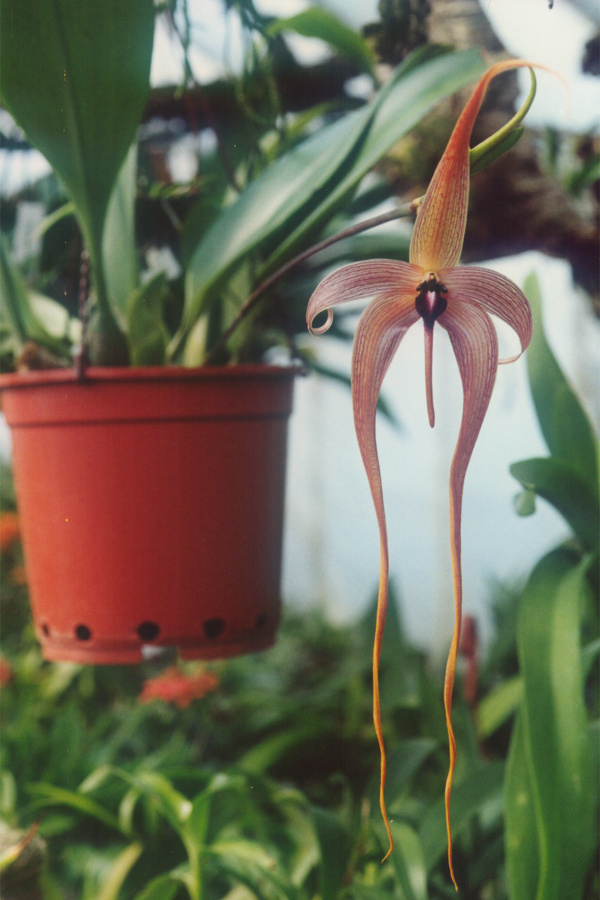
Bulbophyllum echinolabium in vaso

## Distribuzione e habitat
La specie è endemica dell'Indonesia, in particolare dell'isola di Sulawesi dove cresce epifita, su alberi di foreste primarie, ad altitudini comprese tra 600 e 1200 metri sul livello del mare.

## Coltivazione
Questa pianta richiede in coltivazione esposizione a mezz'ombra, temperature calde per tutto l'anno, all'epoca della fioritura occorre aumentare la temperatura e somministrare acqua, durante la fase di riposo è consigliabile ridurre temperatura e irrigazioni.